# The Fisherman's Granddaughter
The Fisherman's Granddaughter er en amerikansk stumfilm fra 1910 af Sidney Olcott.